# 지각 (지질학)

지구의 구조

지질학에서 지각(地殼, Crust)은 행성, 왜행성 또는 위성의 가장 바깥쪽 고체 껍질이다. 지각은 일반적으로 화학적 구성에 따라 아래의 맨틀과 구별되지만, 얼음 위성의 경우 상(고체 지각 대 액체 맨틀)에 따라 정의될 수도 있다.
지구, 수성, 금성, 화성, 이오, 달 및 기타 천체의 지각은 화성 과정을 통해 형성되었으며 나중에 침식, 충돌 분화구 형성, 화산 활동 및 퇴적으로 변형되었다.
대부분의 지구형 행성은 상당히 균일한 지각을 가지고 있다. 그러나 지구는 대륙 지각과 해양 지각이라는 두 가지 뚜렷한 유형을 가지고 있다. 이 두 가지 유형은 서로 다른 화학적 조성과 물리적 특성을 가지고 있으며, 서로 다른 지질학적 과정을 통해 형성되었다.

## 지각의 종류
행성지질학자는 지각이 어떻게 그리고 언제 형성되었는지에 따라 지각을 세 가지 범주로 나눈다.

### 1차 지각 / 원시 지각
이것은 행성의 "원시의" 지각이다. 마그마 바다의 응고로 형성된다. 행성 형성의 끝 무렵에 지구형 행성은 표면이 마그마 바다였을 가능성이 높다. 이 마그마 바다가 식으면서 지각으로 굳어졌다. 이 지각은 아마도 큰 충격으로 파괴되고, 대폭격 시대가 끝날 무렵 여러 번 다시 형성되었을 것이다.
1차 지각의 본질은 아직 논쟁 중이다. 1차 지각의 화학적, 광물학적, 물리적 특성은 알려져 있지 않으며, 이를 형성한 화성 메커니즘도 알려져 있지 않다. 이는 연구하기 어렵기 때문이다. 지구의 1차 지각은 현재까지 남아있는 것이 없다. 지구의 높은 침식률과 판 구조론으로 인한 지각 재활용 때문에 지구에 한때 존재했던 1차 지각을 포함하여 약 40억 년보다 오래된 모든 암석이 파괴되었다.
그러나 지질학자는 다른 지구형 행성에서 1차 지각을 연구함으로써 정보를 얻을 수 있다. 수성의 고지대는 1차 지각으로 보인다는 주장도 있지만, 이에 대해서는 논란이 있다. 달의 사인회장암 고지대는 1차 지각이며, 달의 초기 마그마 바다에서 사장석이 결정화되어 상단으로 떠오르면서 형성되었다. 그러나 달은 물이 없는 위성이고 지구는 물이 있었기 때문에 지구가 이와 유사한 패턴을 따랐을 가능성은 낮다. 화성 운석 ALH84001은 화성의 1차 지각을 나타낼 수 있지만, 이에 대해서도 논란이 있다. 지구와 마찬가지로 금성에는 1차 지각이 없다. 행성 전체가 반복적으로 표면이 새로워지고 변형되었기 때문이다.

### 2차 지각
2차 지각은 맨틀의 대부분 규산염 물질의 부분용융에 의해 형성되므로 일반적으로 현무암질 조성을 가진다.
이것은 태양계에서 가장 흔한 유형의 지각이다. 수성, 금성, 지구, 화성 표면의 대부분과 달의 마레는 2차 지각으로 구성된다. 지구에서는 맨틀의 단열 상승이 부분 용융을 유발하는 해령 확산 중심에서 주로 2차 지각이 형성된다.

### 3차 지각
3차 지각은 1차 또는 2차 지각보다 화학적으로 더 변형되어 있다. 다음과 같은 여러 가지 방식으로 형성될 수 있다.
- 화성 과정: 2차 지각의 부분 용융과 분화 또는 탈수 결합[5]
- 침식 및 퇴적: 1차, 2차 또는 3차 지각에서 파생된 퇴적물

3차 지각의 유일한 알려진 예는 지구의 대륙 지각이다. 다른 지구형 행성에 3차 지각이 있다고 말할 수 있는지는 알 수 없지만, 지금까지의 증거는 그렇지 않음을 시사한다. 이는 3차 지각을 생성하기 위해 판 구조론이 필요하며, 지구는 태양계에서 판 구조론을 가진 유일한 행성이기 때문일 가능성이 높다.

## 지구의 지각

지구 지각의 판

지구의 지각은 지구 바깥쪽의 얇은 껍질로, 지구 부피의 1% 미만을 차지한다. 지각은 지각과 맨틀의 상부로 구성된 지구층의 구분인 암석권의 최상위 구성 요소이다. 암석권은 움직이는 판으로 나뉘어 지구 내부의 열이 우주로 빠져나갈 수 있게 한다.

## 달의 지각
이론적인 원시 행성인 "테이아"가 형성 중인 지구와 충돌했으며, 이 충돌로 우주로 방출된 물질의 일부가 모여 달을 형성했다고 추정된다. 달이 형성될 때 달의 바깥 부분은 녹아 "달의 마그마 바다"를 이루었다고 생각된다. 사장석 장석은 이 마그마 바다에서 대량으로 결정화되어 표면으로 떠올랐다. 누적암은 지각의 대부분을 형성한다. 지각의 상부는 평균적으로 약 88%의 사장석(사방정계석의 정의인 90%의 하한선에 근접)을 포함할 가능성이 높다. 지각의 하부는 휘석과 감람석과 같은 철-마그네슘 광물을 더 많이 포함할 수 있지만, 그 하부조차도 평균적으로 약 78%의 사장석을 포함할 가능성이 높다. 아래에 있는 맨틀은 더 밀도가 높고 감람석이 풍부하다.
지각의 두께는 약 20에서 120 km 사이이다. 달의 뒷면의 지각은 달의 앞면의 지각보다 평균적으로 약 12 km 더 두껍다. 평균 두께는 약 50에서 60 km 범위이다. 이 사장석이 풍부한 지각의 대부분은 달 형성 직후인 약 45억 년에서 43억 년 전에 형성되었다. 지각의 10% 이하거나 그 미만이 초기 사장석이 풍부한 물질 형성 이후 추가된 화성암으로 구성된다. 이러한 후기 추가물 중 가장 잘 특성화되고 가장 방대한 것은 약 39억 년에서 32억 년 사이에 형성된 달의 현무암이다. 소규모 화산 활동은 32억 년 이후에도 계속되었으며, 아마도 10억 년 전에도 발생했을 수 있다. 판 구조론의 증거는 없다.
달에 대한 연구는 지구보다 훨씬 작은 암석 행성체에서도 지각이 형성될 수 있음을 밝혔다. 달의 반지름은 지구의 약 4분의 1에 불과하지만, 달 지각은 평균 두께가 훨씬 더 크다. 이 두꺼운 지각은 달 형성 직후 거의 즉시 형성되었다. 약 39억 년 전에 격렬한 운석 충돌기가 끝난 후에도 마그마 활동은 계속되었지만, 39억 년보다 젊은 화성암은 지각의 작은 부분만을 차지한다.

## 같이 보기
- 암출 (Eduction)

## 참고 문헌
- Condie, Kent C. (1989). 《Origin of the Earth's Crust》. 《Palaeogeography, Palaeoclimatology, Palaeoecology (Global and Planetary Change Section)》 75. 57–81쪽. Bibcode:1989PPP....75...57C. doi:10.1016/0031-0182(89)90184-3.